# موتور حسن جداوی
موتور حسن جداوی یک منطقهٔ مسکونی در ایران است که در دهستان نورآباد (منوجان) واقع شده‌است.